# Anhimidae
Gli Animidi (Anhimidae Stejneger, 1885) sono una delle tre famiglie di uccelli dell'ordine degli Anseriformi.
Le specie che ne fanno parte vengono chiamate con i nomi comuni di "palamedea" (pl. "palamedee", dal nome dell'eroe greco Palamede) o "kamichi" (dal francese, a sua volta da kamityi, nome usato nei Caraibi; in italiano è attestato anche "caimichi" e "kaimichi").

## Descrizione
Sono uccelli di dimensioni quasi uguali a quelli delle oche, mentre nell'aspetto esteriore ricordano piuttosto i galli; hanno zampe lunghe e massicce e piedi privi di membrana natatoria. Il loro peso si aggira sui 2–3 kg. Hanno in comune con gli Anatidi il rivestimento a disegno esagonale dei tarsi, la doppia muscolatura della trachea e la presenza di due incisure nella regione posteriore dello sterno; rappresentano invece una loro caratteristica peculiare i due speroni appuntiti, rivestiti di una sostanza cornea, sulle ossa del metacarpo. Lo scheletro è attraversato internamente da un notevole numero di sacchi aerei, che si prolungano a costituire una rete di cavità pneumatiche fin nel tessuto sottocutaneo. Le costole sono prive di processi uncinati; manca l'organo sessuale maschile.

## Tassonomia
Sebbene gli Animidi siano noti agli zoologi europei da lungo tempo, la loro anatomia interna venne studiata a fondo soltanto negli ultimi decenni del XIX secolo, e ciò permise di stabilire finalmente la posizione sistematica della famiglia. Prima di allora, infatti, questi uccelli erano stati classificati tra i Rallidi o i Ciconiidi, e per talune caratteristiche alquanto primitive erano stati addirittura ritenuti i più diretti discendenti dell'Archaeopteryx. Oggi è opinione comune che essi si siano originati dagli stessi progenitori degli Anatidi; questo giudizio si basa tra l'altro sulla constatazione che l'oca gazza (Anseranas semipalmata), per la mancanza di membrana natatoria, la conformazione dei tarsi, la struttura dello sterno, l'abitudine di appollaiarsi sugli alberi e l'andamento della muta, si avvicina agli antenati animidiformi degli Anatidi in modo ancora più evidente degli altri rappresentanti di questa famiglia.
Gli Animidi comprendono due generi, che si differenziano notevolmente nella struttura interna: Anhima, con 14 timoniere, e Chauna, con 12 timoniere; complessivamente vi sono 3 specie:
- Genere Anhima
  - Anhima cornuta (Linnaeus, 1766) - kamichi cornuto; lunghezza totale 80 cm; vive nelle zone boscose e alluvionali del bacino delle Amazzoni;
- Genere Chauna
  - Chauna chavaria (Linnaeus, 1766) - kamichi settentrionale; lunghezza totale 70 cm; vive lungo i corsi d'acqua della Colombia e del Venezuela.
  - Chauna torquata (Oken, 1816) - kamichi meridionale; lunghezza totale 90 cm; diffuso nei territori paludosi lungo il Río de la Plata.